# Marano Principato
Marano Principato ist eine italienische Gemeinde mit 3023 Einwohnern (Stand 31. Dezember 2023) in der Provinz Cosenza in Kalabrien.
Das Gebiet der Gemeinde liegt auf einer Höhe von 480 m über dem Meeresspiegel und umfasst eine Fläche von 6 km². Marano Principato liegt etwa 10 km westlich von Cosenza. Die Ortsteile sind Bisciglietto, Canali, Pantusa und Savagli. Die Nachbargemeinden sind Castrolibero, Cerisano, Falconara Albanese, Marano Marchesato, Rende, San Fili und San Lucido.